# Washington Vaz de Melo
Washington Vaz de Melo (11 de setembro de 1895 — 23 de dezembro de 1987) foi magistrado e jurista brasileiro. Foi ministro do Superior Tribunal Militar do Brasil entre 1941 e 1965, tendo exercido, no seu último ano, a função de presidente daquela corte.

## Biografia
Nasceu Washington Vaz de Melo em Viçosa, Minas Gerais, filho de Maria Augusta e de Carlos Vaz de Melo, ex-deputado federal, presidente da Câmara dos Deputados e senador. Teve quinze irmãos, entre os quais, destaca-se Clélia Bernardes, esposa de Artur Bernardes, presidente da República do Brasil de 1922 a 1926.
Bacharelou-se pela Faculdade de Direito do Rio de Janeiro, então distrito federal, em 1919. No ano seguinte, em dezembro de 1920, deu início à sua carreira como magistrado ao ser nomeado promotor da 11ª Circunscrição Judiciária Militar, no Rio Grande do Sul. Ai esteve até novembro de 1922, quando se tornou consultor jurídico do ministro da Guerra, o general Fernando Setembrino de Carvalho.
Em fevereiro de 1924, foi nomeado curador de órfãos do Distrito Federal e, em 15 de março de 1926, foi nomeado procurador-geral da Justiça Militar, cargo que ocupou até 1941, tendo sido a pessoa que por mais tempo permaneceu neste cargo.
Em 17 de setembro de 1924, em Porto Alegre, casou-se com Dorotildes Adam Vaz de Melo (1 de junho de 1905 - 19 de novembro de 1980), filha de Olga e de Emílio Bernardino Adam, empresário do ramo cinematográfico, dono dos antigos cinemas Palais e Baltimore, em Porto Alegre. Dorotildes foi campeã do primeiro prêmio de beleza do Rio Grande do Sul em concurso promovido pela Revista da Semana e pelo jornal A Noite. Eles tiveram dois filhos:
- Dorotildes Vaz de Melo Oswald (*2 de setembro de 1925[7]), casada com José Lucas Bicalho Oswald, filho de Maria Gertrudes Bicalho Oswald e do pintor Carlos Oswald, e neto do compositor Henrique Oswald[8];
- Carlos Washington Vaz de Melo (†18 de fevereiro de 1980[9]), advogado, ex-presidente da Federação Nacional das Empresas de Seguros Privados e de Capitalização (Fenaseg), casado com Conceição de Maria da Gama Lobo[10].

Em 1932, tornou-se membro efetivo do prestigioso Instituto dos Advogados do Brasil (IAB), a mais alta academia de letras jurídicas da América Latina.
Atuou como promotor na ação penal instaurada contra os envolvidos no levante da Aliança Nacional Libertadora, em novembro de 1935, chefiada pelo ex-capitão Luís Carlos Prestes.
Integrou a Comissão Redatora do Código da Justiça Militar, aprovado em dezembro de 1938.
Em 18 de fevereiro de 1941, tomou posse como ministro do então Supremo Tribunal Militar, ocupando a vaga deixada por Joaquim Pedro Salgado Filho. Como seu substituto no cargo de procurador-geral foi escolhido o então coronel Silvestre Péricles de Góis Monteiro. Porém, tornado este ato sem efeito, assumiu o lugar o então subprocurador Valdemiro Gomes Ferreira.
Foi membro da comissão de juristas que elaborou anteprojeto do Decreto-Lei nº 6.396/44, que instituiu a Justiça Militar da Força Expedicionária Brasileira (FEB); e o Conselho Superior de Justiça Militar na FEB, que lutou na Itália na Segunda Grande Guerra.
Em 1944, participou da comissão encarregada de elaborar o Código Penal Militar. No ano seguinte, foi designado para representar o Exército Brasileiro na Conferência sobre Direito Militar realizada em Chicago, Estado de Illinois, nos Estados Unidos da América.
Em 16 de dezembro de 1959, foi eleito vice-presidente do Superior Tribunal Militar, junto com o general Tristão de Alencar Araripe, que foi escolhido presidente. Seria reeleito vice por mais dois mandatos, até, que, em abril de 1965, com a aposentadoria compulsória do presidente tenente-brigadeiro-do-ar Álvaro Hecksher, assumiu a presidência daquela corte em caráter interino. Em 7 de maio daquele ano, foi escolhido definivo por seus pares, tendo como vice o almirante-de-esquadra José Espíndola. Foi o primeiro juiz togado a assumir a presidência daquela corte.
Aposentou-se em 5 de agosto de 1965, por ter alcançado o limite de idade. Subsituiu-o na presidência, o almirante-de-esquadra Diogo Borges Fortes.
Foi membro da comissão que elaborou os códigos de Organização Judiciária Militar e de Processo Penal Militar, editados em 1969, pela junta militar que substituiu o presidente da República, o marechal Artur da Costa e Silva, quando de seu afastamento, por motivo de enfermidade.
Recebeu a patente de general-de-divisão do quadro especial da Justiça Militar.
Washington faleceu aos 92 anos. Seu corpo foi sepultado no Cemitério São João Batista, no bairro Botafogo, no Rio de Janeiro.